# Lupparia unguiculata
Lupparia unguiculata är en kackerlacksart som först beskrevs av Bolivar 1897.  Lupparia unguiculata ingår i släktet Lupparia och familjen småkackerlackor. Inga underarter finns listade i Catalogue of Life.